# A Marshall-szigetek címere

Marshall-szigetek címere

A Marshall-szigetek címere egy aranyszínű lánccal körülvett fehér korong, közepén egy sárga madáralakkal, a barátság jelképével. Felette látható a zászlón is látható huszonnégy ágú csillag. Mellette az egyik oldalon fehér pálmafákat ábrázoltak a sárga parton, a másik oldalon pedig egy fehér vitorlájú sárga csónak van. A madár két oldalán egy kagylót és egy halászhálót ábrázoltak. A korong és a lánc közötti fehér mezőben az ország neve, alul az ország mottója olvasható: „Jepilpilin ke Ejukaan” (Eredmény közös erőfeszítéssel).